# Зенте, Ференц
Ференц Зенте (24 апреля 1920, Шальгобанья (ныне в составе Шалготарьяна) — 30 июля 2006 года, Будапешт) — венгерский актёр, заслуженный (1975) и народный (2005) артист Венгрии, заслуженный деятель искусств (1989), лауреат премии Кошута (1997) и премии им. Мари Ясаи (в 1954 и 1968 годах), а также множества других наград; почётный гражданин нескольких венгерских городов.

## Биография
Родился в семье 50-летнего горного инженера, был единственным сыном. Окончил цистерцианскую гимназию в Эгере, затем поступил в Будапештский экономический университет, где проучился четыре семестра, но в 1941 году оставил это учебное заведение, поступив в Академию исполнительских искусств; год спустя был вынужден оставить учёбу в связи с призывом на фронт. С 1945 года играл в Национальном театре в Пече, где провёл два сезона, затем — в театре Кисфалуди в Дьёре; в 1949 году перешёл в театр Чоконаи в Дебрецене, в 1952 году — в театре Мадач в Будапеште, где служил до конца жизни. Был дважды женат: первая жена, Каталина, учительница физкультуры, скончалась в 1983 году; в 1986 году Зенте женился на Жизель, с которой прожил до своей кончины. Скончался от пневмонии, похоронен на кладбище Фаркашрети.
Пользовался большой популярностью в первую очередь как разноплановый комедийный актёр, воплощавший различные образы: от героев романтических комедий и деревенских неудачников до еврейских торговцев. Играл не только на сцене театра, но также в кино (впервые снялся в фильме в 1953 году) и на телевидении: в частности, в 1963 году исполнил главную роль в первом венгерском телесериале «Капитан Тенкеш». Кроме того, был членом актёрской труппы самого продолжительного европейского радиосериала «Семейство Сабо» (1959—2007), роль в котором исполнял до конца жизни.